# Ganga de quatre bandes

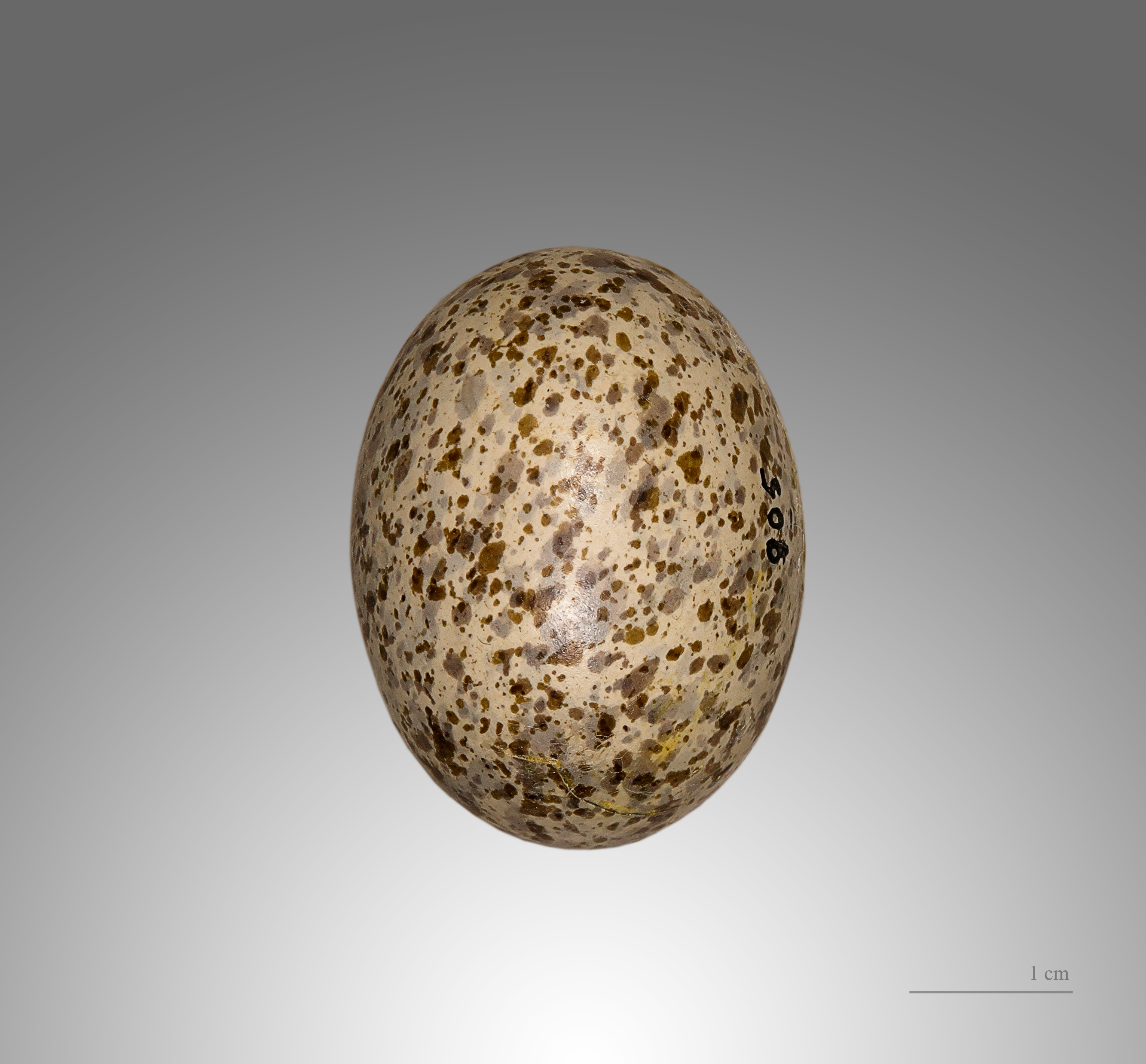
Pterocles quadricinctus

La ganga de quatre bandes (Pterocles quadricinctus) és una espècie d'ocell de la família dels pteròclids (Pteroclididae) que habita planures i zones de matollar espinós del nord de l'Àfrica subsahariana, des del sud de Mauritània, Senegal i Gàmbia cap a l'est fins a Etiòpia i nord d'Uganda i de Kenya.